# Prorex

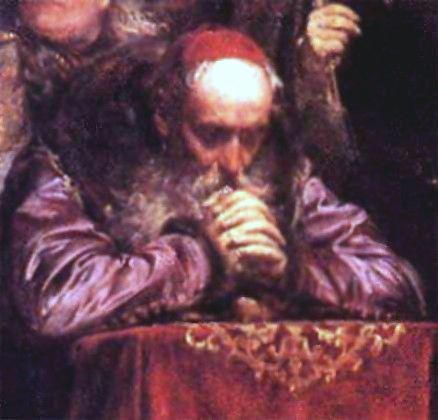
Stanisław Karnkowski

Prorex – nadzwyczajny urząd państwowy w Rzeczypospolitej Obojga Narodów, odnoszący się do regenta państwa sprawującego swoje funkcje za życia króla.
Prorex był obok interrexa najwyższym po królu dostojnikiem państwowym sprawującym niektóre funkcje monarsze. Obejmował on swój urząd w przypadku nieobecności króla Polski w kraju.
Najbardziej znanym polskim prorexem był prymas Polski Stanisław Karnkowski, który sprawował funkcję namiestnika Rzeczypospolitej w latach 1593–1594 w zastępstwie przebywającego w Szwecji Zygmunta III Wazy. Podobną funkcję w latach 1698–1704 pełnił prymas Polski Michał Stefan Radziejowski, który jako prorex zastępował Augusta II Mocnego w czasie jego pobytów w Saksonii.